# Pauropus santus
Pauropus santus är en mångfotingart som beskrevs av Hilton 1930. Pauropus santus ingår i släktet grovfåfotingar, och familjen fåfotingar. Inga underarter finns listade i Catalogue of Life.